# Regina Häusl
Regina Häusl,  född 17 december 1973 i Bad Reichenhall i dåvarande Västtyskland, är en tysk tidigare alpin skidåkerska, som tävlade vid olympiska vinterspelen 1992, 1998 och 2002.